# Museo de las Mujeres de Bonn
El Museo de las Mujeres de Bonn (en alemán: Frauenmuseum Bonn) es un museo que alberga obras de mujeres artistas ubicado en Bonn, Alemania. Fue fundado en 1981 por Marianne Pitzen que todavía lo dirige y un grupo interdisciplinario de mujeres. El museo se proclama como el primer museo de este tipo en el mundo. Alberga exposiciones temporales (más de 500 desde su fundación) y eventos que lo acompañan, y está dirigido por la sociedad "Museo de la Mujer - Arte, Cultura, Investigación".

## Actividades
El Museo de las Mujeres promueve a mujeres artistas (tanto alemanas como internacionales) a través de un programa de exposiciones temporales, y examina su trabajo en el contexto de la historia del arte . Según el museo, varias artistas que expusieron su obra por primera vez en el museo se han posicionado en el mercado mundial. Mujeres artistas y académicas trabajan juntas en las grandes exposiciones temáticas. Además se analiza la historia de las mujeres en el contexto del nuevo arte experimental y a través de los eventos que acompañan a las exposiciones.
La colección del museo incluye obras de Käthe Kollwitz, Katharina Sieverding, Valie Export, Maria Lassnig y Yoko Ono. También incluye una biblioteca con un archivo sobre temas especializados: mujeres en el arte, historia y política; feminismo política cultural; arte de los siglos XX y XXI; arte desde 1945; arte concreto y constructivo ; y arquitectura y diseño. 
La academia del museo organiza reuniones, seminarios, talleres y servicios de asesoramiento sobre temas de interés para las mujeres artistas. Otros temas de investigación incluyen el movimiento de mujeres y la política de género. El trabajo del Museo de las Mujeres de Bonn ha inspirado la fundación de museos de mujeres en otros lugares, por ejemplo en Merano, Suiza y Hittisau, Austria (ver Museo de las Mujeres de Hittisau) formando parte de la Asociación Internacional de Museos de las Mujeres.
En 1994 la directora del museo Marianne Pitzen fue co-iniciadora del Premio Gabriele Münter para mujeres artistas que se presentó por primera vez en el museo por Angela Merkel entonces ministra de medio ambiente y seguridad nuclear. También apoya el premio Valentine Rothe para jóvenes artistas.
El museo alberga ferias de arte y diseño, y tiene su propia galería, estudios y editorial. El Frauenmuseum Haus en Berlín también está conectado con el Museo de la Mujer de Bonn.

## Otras lecturas
- Zwanzig Jahre Frauenmuseum. (Incl. contributions by Margarethe Joachimsen, Annette Kuhn, Marianne Hochgeschurz, Marianne Pitzen and Heli Ihlefeld- Bolesch.) FrauenMuseum, Bonn, 2006. ISBN 3-928239-49-X. (in German)
- Marianne Pitzen (editor): 25 Jahre Frauenmuseum: Alles Prophetinnen! Unsere Besten. FrauenMuseum, Bonn, 2006. ISBN 978-3-928239-53-0. (in German)